# Polia kowatschevi
Polia kowatschevi är en fjärilsart som beskrevs av Drenowski 1931. Polia kowatschevi ingår i släktet Polia och familjen nattflyn. Inga underarter finns listade i Catalogue of Life.